# Joseph Clarke (piragüista)
Joseph Clarke (conocido como Joe Clarke; Stoke-on-Trent, 3 de noviembre de 1992) es un deportista británico que compite en piragüismo en la modalidad de eslalon.
Participó en dos Juegos Olímpicos de Verano, obteniendo dos medallas, oro en Río de Janeiro 2016 (K1 individual) y plata en París 2024 (K1 cross). En los Juegos Europeos de Cracovia 2023 consiguió una medalla de bronce en la misma prueba.
Ganó ocho medallas en el Campeonato Mundial de Piragüismo en Eslalon entre los años 2014 y 2023, y cinco medallas en el Campeonato Europeo de Piragüismo en Eslalon entre los años 2014 y 2024.

## Palmarés internacional
| Juegos Olímpicos   | Juegos Olímpicos            | Juegos Olímpicos  | Juegos Olímpicos |
| Año                | Lugar                       | Medalla           | Competición      |
| ------------------ | --------------------------- | ----------------- | ---------------- |
| 2016               | Río de Janeiro (Brasil)     | Medalla de oro    | K1 individual    |
| 2024               | París (Francia)             | Medalla de plata  | K1 cross         |
| Campeonato Mundial |                             |                   |                  |
| Año                | Lugar                       | Medalla           | Competición      |
| 2014               | Deep Creek (Estados Unidos) | Medalla de bronce | K1 por equipos   |
| 2015               | Londres (Reino Unido)       | Medalla de bronce | K1 por equipos   |
| 2018               | Río de Janeiro (Brasil)     | Medalla de oro    | K1 por equipos   |
| 2021               | Bratislava (Eslovaquia)     | Medalla de oro    | K1 extremo       |
| 2022               | Augsburgo (Alemania)        | Medalla de oro    | K1 extremo       |
| 2022               | Augsburgo (Alemania)        | Medalla de plata  | K1 por equipos   |
| 2023               | Londres (Reino Unido)       | Medalla de oro    | K1 individual    |
| 2023               | Londres (Reino Unido)       | Medalla de oro    | K1 cross         |
| Juegos Europeos    |                             |                   |                  |
| Año                | Lugar                       | Medalla           | Competición      |
| 2023               | Cracovia (Polonia)          | Medalla de bronce | K1 individual    |
| Campeonato Europeo |                             |                   |                  |
| Año                | Lugar                       | Medalla           | Competición      |
| 2014               | Viena (Austria)             | Medalla de plata  | K1 por equipos   |
| 2015               | Markkleeberg (Alemania)     | Medalla de plata  | K1 por equipos   |
| 2021               | Ivrea (Italia)              | Medalla de bronce | K1 extremo       |
| 2021               | Ivrea (Italia)              | Medalla de bronce | K1 por equipos   |
| 2024               | Tacen (Eslovenia)           | Medalla de oro    | K1 cross         |